# كاميهاميها الأول
كاميهاميها الأول(كالانيئي وهي أوكاليكيني كياليئكوي كاميهاميها أوئيولاني إي كاويباكو كاوي كا ليهولينو كونيوآكي) المعروف أيضا باسم كاميهاميها الكبير موحد جزر هاواي والمؤسس الفعلي لمملكة هاواي في 1810. حافظ على استقلال هاواي بتطوير تحالفاته مع القوى المسيطرة على المحيط الهادئ. يذكر كاميهاميها بالمالاهو ,قانون المجذاف المنشق, الذي حمى حقوق الإنسان لغير المتحاربين في وقت الحرب في هاواي.